# Louis Barillet

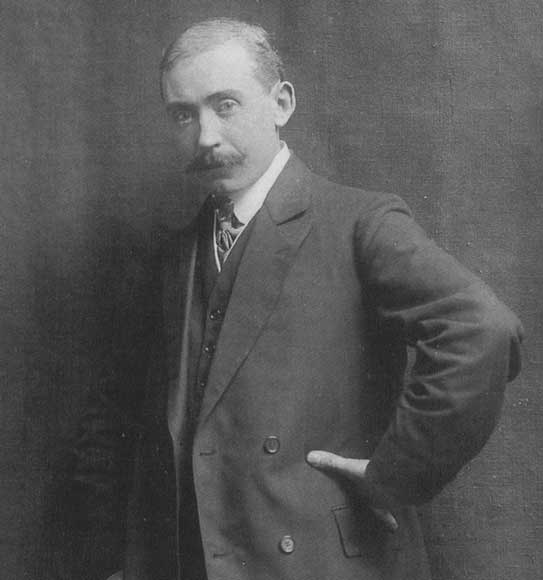
Louis Barillet im Jahr 1910

Louis Barillet (* 13. Februar 1880 in Alençon; † 11. Dezember 1948 in Clamart) war ein französischer Maler, Medailleur und Glasmaler.

## Leben

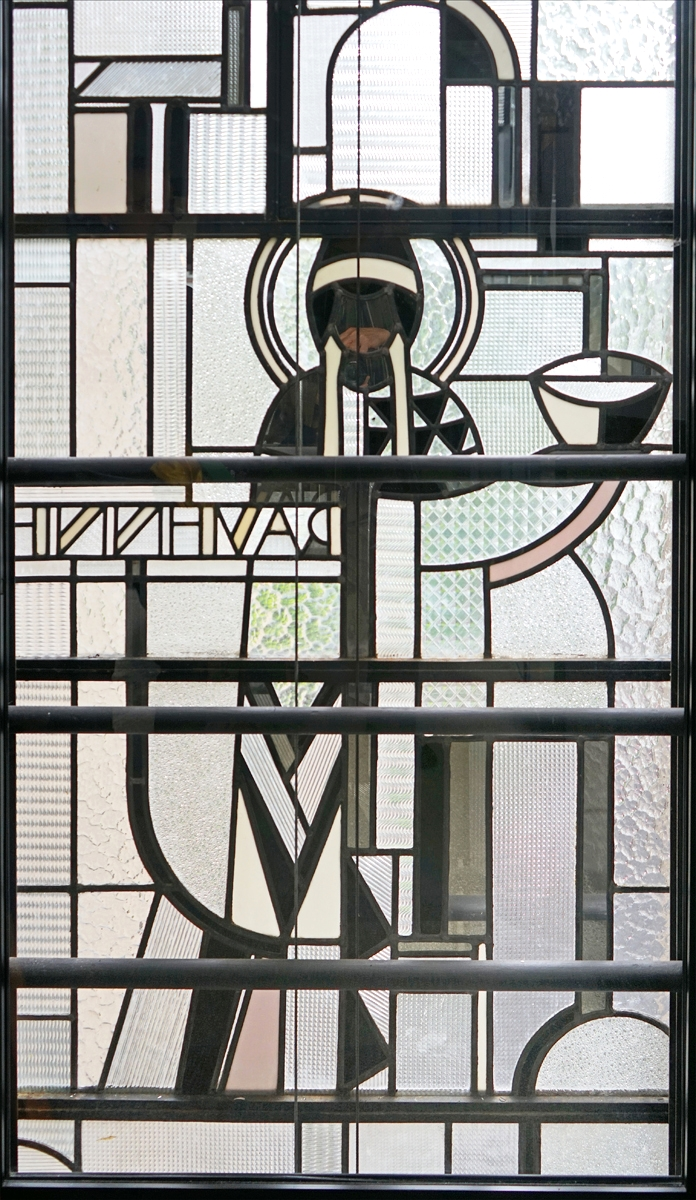
Musée Mendjisky

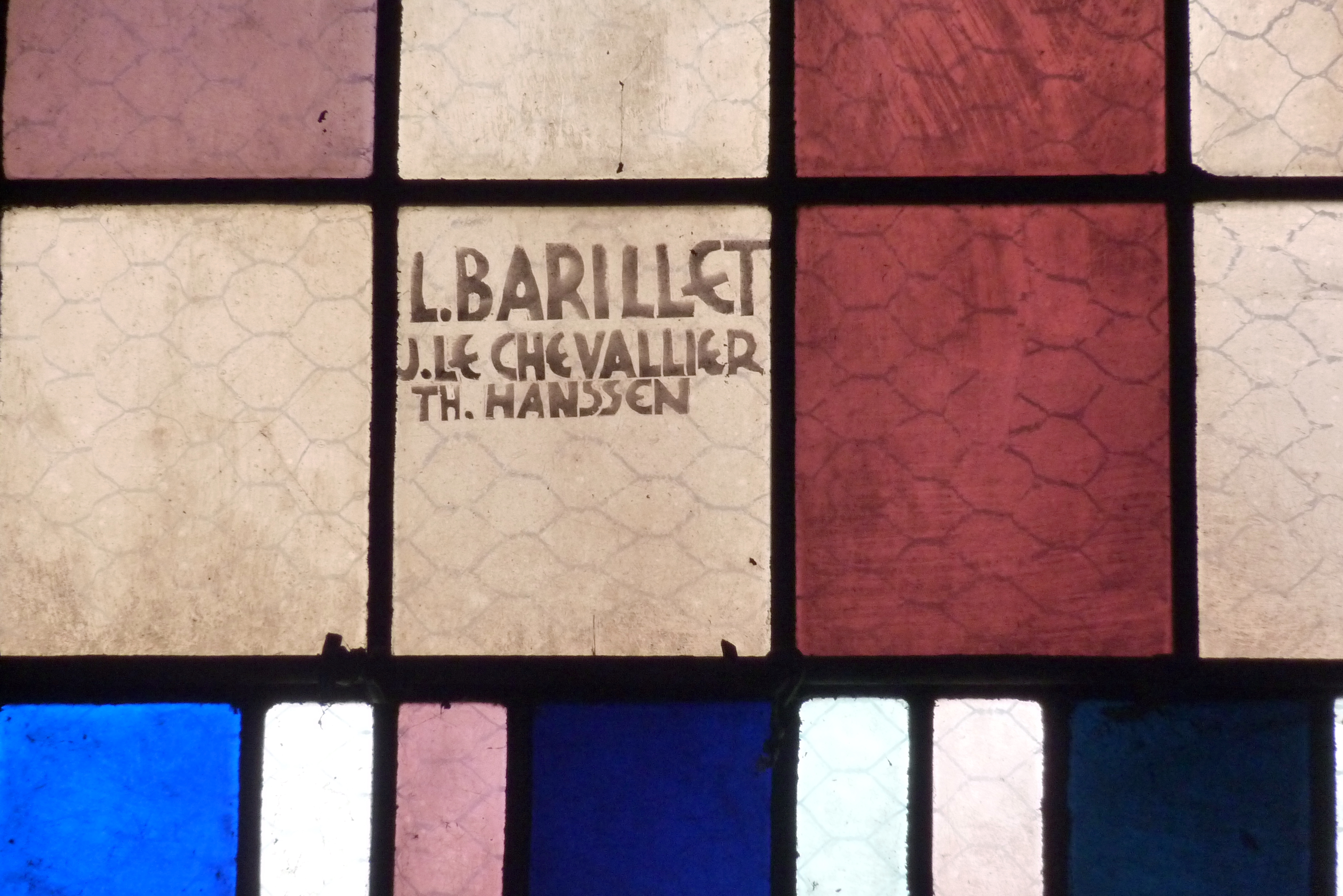
Signatur von Louis Barillet, Jacques Le Chevallier und Théodore-Gérard Hanssen auf einem Fenster in der Kirche Saint-Pierre-et-Saint-Paul in Jouarre

Louis Barillet studierte an der École nationale supérieure des beaux-arts in Paris bei dem Maler Jean-Léon Gérôme. Danach arbeitete er als Medailleur. Im Jahr 1919 machte er sich mit einer Werkstatt für Glasmalerei in Paris selbständig. Er arbeitete mit Jacques Le Chevallier und später mit Théodore-Gérard Hanssen (1885–1957) zusammen. Louis Barillet war Mitglied der Union des Artistes Modernes, die 1929 von dem Architekten Robert Mallet-Stevens gegründet wurde und bis 1958 existierte. Nach den Plänen von Robert Mallet-Stevens wurde 1931/32 das Atelier und Wohnhaus von Louis Barillet (Square de Vergennes Nr. 15) im 15. Arrondissement von Paris errichtet.

## Werk (Auswahl)
Bleiglasfenster in Kirchen:
- Basilika Notre-Dame de la Trinité in Blois (14 Fenster mit Jacques Le Chevallier und Théodore Hanssen)
- Basilika Notre-Dame de Montligeon, zwischen 1917 und 1947 (mit Le Chevallier und Hanssen)
- Notre-Dame-des-Otages im 20. Arrondissement von Paris (mit Le Chevallier und Hanssen)
- Saint-Pierre-Saint-Paul in Jouarre (mit Le Chevallier und Hanssen)
- Saint-Rémi in Sermoise, 1925
- Sainte Famille in Le Pré-Saint-Gervais, 1928 (13 Fenster)
- Saint-Rémi in Limé, 1929 (13 Fenster)
- Saint-Rémi in Augy, 1930 (14 Fenster)
- Notre-Dame de l’Assomption in Neuilly-Plaisance (10 Fenster)
- Notre-Dame des Missions in Épinay-sur-Seine (3 Fenster)
- Saint-Sauveur in Bellême, zwischen 1920 und 1925
- Saint-Maurice in Vesly
- Saint-Martin in Ciry-Salsogne, 1924 (17 Fenster)
- Kathedrale von Nanterre, um 1930 (Monument historique)
- Chapelle de la Vierge der Kirche St-Dominique im 14. Arrondissement von Paris, 1941
- Saint-Firmin in May-sur-Orne mit Charles-Émile Pinson, 1958
- Basilika Saint-Denys in Argenteuil
- Saint-Martin in Martigny-Courpierre
- Kathedrale unserer lieben Frau (Luxemburg), Glasfenster u. a. im Chor, den dortigen Seitenfenstern und über der Orgelempore in der Westfassade, um 1938

Bleiglasfenster in profanen Gebäuden:
- Salon rose der Villa Noailles in Hyères (Architekt: Robert Mallet-Stevens)
- 12 rue Mallet-Stevens (Architekt: Robert Mallet-Stevens)
- Hôtel de ville in Cachan, vier Fenster, 1935 (mit Jacques Le Chevallier und Théodore Hanssen)
- Haus in Issy-les-Moulineaux
- Haus in Montrouge, 1930
- Fabrikgebäude in Pantin, das Fenster wurde 2007 gestohlen
- Hôtel particulier in Paris, 55 rue Scheffer im 16. Arrondissement

## Publikationen von Louis Barillet (Auswahl)
- Le verre. Charles Moreau, Paris.
- A propos du vitrail. In: L'Artisan liturgique, 1930, S. 369–371.
- La décoration de l'église moderne. In: La vie catholique, Nr. 441, 11. März 1933, S. 21–22.
- Les vitraux religieux. In: Architecture d'aujourd'hui, Nr. 6, Juli 1934.